# Колодий, Олег Эдуардович
Олег Эдуардович Колодий (укр. Оле́г Едуа́рдович Коло́дій; род. 16 марта 1993, Николаев) — украинский прыгун в воду, Чемпион Европы 2018 в командных соревнованиях, призёр чемпионатов мира и Европы.

## Биография
С 12 лет занимался спортом — прыжками в воду (тренер Лариса Афанасьева). Двукратный чемпион Европы, призёр чемпионата мира по прыжкам в воду среди юниоров (синхрон с Александром Бондарем).
Учился в Николаевском национальном университете имени В. А. Сухомлинского.
Выступал за спортивное общество «Украина» (Николаев), Луганскую область, тренируется также в Киеве.

## Спортивная карьера
Призёр чемпионатов мира:
- «бронза» (2017 — 3-метровый трамплин, синхрон с Ильей Квашей)[3].

Призёр чемпионатов Европы:
- «серебро» (2017 — 3-метровый трамплин, синхрон с Ильей Квашой)[4];
- «бронза» (2013 — 3-метровый трамплин, синхрон с Александром Горшковозовым; 2015 — 1-метровый трамплин; 2017 — 3-метровый трамплин).

Многократный призёр чемпионатов Украины. Победитель в Турнире четырёх наций.

## Награды
- Человек года 2010 в номинации «Надежда года» (г. Николаев)[6]